# Liste des députés européens de Grèce de la 9e législature
 (août 2019).
Si vous disposez d'ouvrages ou d'articles de référence ou si vous connaissez des sites web de qualité traitant du thème abordé ici, merci de compléter l'article en donnant les références utiles à sa vérifiabilité et en les liant à la section « Notes et références ».
Cet article présente la liste des députés européens de Grèce élus lors des élections européennes de 2019 en Grèce.

## Députés européens élus en 2019
| Nom                          | Parti | Parti                                | Groupe parlementaire européen |
| ---------------------------- | ----- | ------------------------------------ | ----------------------------- |
| Níkos Androulákis            |       | Mouvement pour le changement (PASOK) | S&D                           |
| Konstantínos Arvanítis       |       | SYRIZA                               | GUE/NGL                       |
| Ánna-Michelle Assimakopoúlou |       | Nouvelle Démocratie                  | PPE                           |
| Aléxis Georgoúlis            |       | SYRIZA                               | GUE/NGL                       |
| Éva Kaïlí                    |       | Mouvement pour le changement (PASOK) | S&D                           |
| Manólis Kefaloyiánnis        |       | Nouvelle Démocratie                  | PPE                           |
| Pétros S. Kókkalis           |       | SYRIZA                               | GUE/NGL                       |
| Athanásios Konstantínou      |       | XA                                   | NI                            |
| Stélios Koúloglou            |       | SYRIZA                               | GUE/NGL                       |
| Élena Koundourá              |       | SYRIZA                               | GUE/NGL                       |
| Stelios Kympouropoulos       |       | Nouvelle Démocratie                  | PPE                           |
| Yórgos Kýrtsos               |       | Nouvelle Démocratie                  | PPE                           |
| Ioánnis Lagós                |       | XA                                   | NI                            |
| Evángelos Meïmarákis         |       | Nouvelle Démocratie                  | PPE                           |
| Leftéris Nikoláou-Alavános   |       | KKE                                  | NI                            |
| Konstantínos Papadákis       |       | KKE                                  | NI                            |
| Dimítrios Papadimoúlis       |       | SYRIZA                               | GUE/NGL                       |
| María Spyráki                |       | Nouvelle Démocratie                  | PPE                           |
| Kyriákos Velópoulos          |       | Solution grecque                     | CRE                           |
| Eliza Vozemberg              |       | Nouvelle Démocratie                  | PPE                           |
| Theódoros Zagorákis          |       | Nouvelle Démocratie                  | PPE                           |

## Entrants et sortants
| Entrant                    | Parti                                | Groupe | En remplacement de  | Date            | Motif                                                         |
| -------------------------- | ------------------------------------ | ------ | ------------------- | --------------- | ------------------------------------------------------------- |
| Emmanouíl Frágkos          | Solution grecque                     | CRE    | Kyriákos Velópoulos | 10 juillet 2019 | Élu au parlement grec                                         |
| Leftéris Nikoláou-Alavános | KKE                                  | NI     | Semina Digeni       | 2 juillet 2019  | Refus de siéger pour se présenter aux législatives.           |
| Níkos Papandréou           | Mouvement pour le changement (PASOK) | S&D    | Níkos Androulákis   | 3 mai 2023      | Conduire le PASOK aux Élections législatives grecques de 2023 |

## Changement d'affiliation
| Membre                  | Parti  | Parti   | Groupe  | Groupe    | Date             |
| Membre                  | Ancien | Nouveau | Ancien  | Nouveau   | Date             |
| ----------------------- | ------ | ------- | ------- | --------- | ---------------- |
| Ioánnis Lagós           | XA     | SE      | NI      | NI        | 13 juillet 2019  |
| Athanásios Konstantínou | XA     | SE      | NI      | NI        | 20 août 2020     |
| Yórgos Kýrtsos          | ND     | SE      | PPE     | RE        | 4 mai 2022,      |
| Éva Kaïlí               | PASOK  | SE      | S&D     | NI        | 10 décembre 2022 |
| Aléxis Georgoúlis       | SYRIZA | SE      | GUE/NGL | NI        | 17 avril 2023    |
| Stélios Koúloglou       | SYRIZA | NG      | GUE/NGL | GUE/NGL   | 23 octobre 2023  |
| Pétros S. Kókkalis      | SYRIZA | SE      | GUE/NGL | GUE/NGL   | 16 novembre 2023 |
| Dimítrios Papadimoúlis  | SYRIZA | NG      | GUE/NGL | GUE/NGL   | 23 novembre 2023 |
| Pétros S. Kókkalis      | SE     | Kósmos  | GUE/NGL | Verts/ALE | 31 janvier 2024  |